# Lisa Vidal
Lisa Vidal (Queens, Nueva York, 13 de junio de 1965) es una actriz estadounidense de origen puertorriqueño.

## Biografía
Los padres de Vidal se mudaron de Puerto Rico y se establecieron en Manhattan, donde nacieron Vidal y sus dos hermanas Christina y Tanya. También tiene un hermano llamado Christian. Después de que Vidal terminó su educación primaria, hizo una audición y fue aceptada en la escuela Fiorello H. LaGuardia High School. Cuando se graduó, Vidal entró a trabajar con la Compañía de Teatro La Familia, junto a Raúl Juliá y Julia Roberts. Vidal tenía 14 años cuando actuó en la serie de teatro Oye Willie.

## Vida personal
En el 1990 se casó con Jay Cohen, un agente de bienes raíces y tiene dos hijos, Scott y Max y una hija, Olivia. Viven en Los Ángeles California. Vidal es sobreviviente de Cáncer de mama.

## Filmografía

### Televisión
| Año        | Título                              | Rol                                 | Notass                                                                                      |
| ---------- | ----------------------------------- | ----------------------------------- | ------------------------------------------------------------------------------------------- |
| 1980       | Oye Willie                          | Personaje desconocido               | PBS series                                                                                  |
| 1986       | Christmas Eve                       | Maria                               | TV movie starring Loretta Young                                                             |
| 1987       | The Cosby Show                      | Mrs. Miron                          | 1 episodio                                                                                  |
| 1987, 1991 | ABC Afterschool Special             | Gloria Rodriguez                    | 2 episodios                                                                                 |
| 1988       | Miami Vice                          | Angel Montepina                     | 1 episodio                                                                                  |
| 1992       | Law & Order                         | Lena Armendariz                     | 1 episodio                                                                                  |
| 1994–1995  | New York Undercover                 | Carmen                              | Recurring role, 6 episodios                                                                 |
| 1995       | The Commish                         | Connie Muldoon                      | 2 episodios                                                                                 |
| 1996–1997  | High Incident                       | Officer Jessica Helgado             | Series regular, 22 episodios Nominated – ALMA Award (1996)                                  |
| 1998       | The Brian Benben Show               | Julie                               | Series regular, 8 episodios                                                                 |
| 1999       | Wasteland                           | Unknown Role                        | 2 episodios                                                                                 |
| 1999–2001  | Third Watch                         | Dr. Sara Morales                    | Recurring role, 19 episodios                                                                |
| 2001–2004  | The Division                        | Inspector Magdalena "Magda" Ramirez | Series regular, 88 episodios Nominated – ALMA Award (2002) Nominated – Imagen Awards (2004) |
| 2001–2004  | ER                                  | Sandy Lopez                         | Recurring role, 12 episodios                                                                |
| 2006       | Boston Legal                        | Irma Levine                         | 2 episodios                                                                                 |
| 2006       | Criminal Minds                      | Gina Sanchez                        | 1 episodio                                                                                  |
| 2006–2007  | Smith                               | Valez                               | Recurring role, 4 episodes                                                                  |
| 2007       | Numb3rs                             | Jessica Malloy                      | 1 episode "Burn Rate"                                                                       |
| 2009       | Without a Trace                     | Detective Bianca Gonzalez           | 1 episode                                                                                   |
| 2009       | CSI: Miami                          | Patricia Busick                     | 1 episode                                                                                   |
| 2009–2010  | Southland                           | Mia Sanchez                         | 3 episodios                                                                                 |
| 2010–2011  | The Event                           | Christina Martinez                  | Series regular, 14 episodios Nominado – Imagen Awards (2011)                                |
| 2011       | American Horror Story: Murder House | Stacy Ramos                         | Episodio: "Afterbirth"                                                                      |
| 2012–2013  | Grimm                               | Lauren Castro                       | 2 episodios                                                                                 |
| 2013–2019  | Being Mary Jane                     | Kara Lynch                          | Series regular, 51 episodios Imagen Awards (2016) Nominated — Imagen Awards (2017)          |
| 2014       | Shameless                           | Maria Vidal                         | 2 episodios                                                                                 |
| 2015–2016  | Rosewood                            | Daisie Villa                        | Recurring role, 11 episodios                                                                |
| 2019       | Chicago P.D.                        | Alexa Rivera                        | 1 episodio                                                                                  |
| 2020       | The Baker and the Beauty            | Mari Garcia                         | Series regular, 9 episodios                                                                 |
| 2020—2021  | Grey's Anatomy                      | Dr. Alma Ortiz                      | Recurring role, 3 episodios                                                                 |